# Гаршин, Михаил Георгиевич
Михаи́л Гео́ргиевич Га́ршин (23 сентября 1882 — 1942, Тунис) — российский морской офицер, капитан 1-го ранга. Участник Русско-японской, Первой мировой и Гражданской войн. Эмигрант.

## Биография
Михаил Георгиевич Гаршин родился 23 сентября 1882 года, происходил из семьи потомственных дворян Харьковской губернии. В 1903 году окончил Морской кадетский корпус. Мичман в 1903 году.

### Русско-японская война
Участник русско-японской войны и обороны Порт-Артура. 19 апреля 1904 года находясь на сигнальном катере с эскадренного броненосца «Севастополь», он участвовал в сражении с японскими заградителями в Порт-Артуре. 10-23 мая Гаршин находился на передовых позициях Порт-Артура, 13 мая после боя при Цзын-Чжоу участвовал в охране флангов отступавших русских войск. 10 июня 1904 года, находясь на «Севастополе», Гаршин участвовал в ночном бою с неприятельскими миноносцами и при взрыве мины под эскадренным броненосцем был ранен в голову. «За храбрость, проявленную в сражениях», он был награжден орденом Святой Анны 4-й степени и другими наградами. Чин лейтенанта получил «За отличие в делах против неприятеля».
Оказавшись в Русском госпитале в Пирее, попал под покровительство греческой королевы Ольги Константиновны, восхищавшейся подвигами «порт-артурцев». Она горячо привязалась к молодому Гаршину, который на всю оставшуюся жизнь стал для нее еще одним сыном. Впоследствии Гаршин — секретарь при Вдовствующей Королеве эллинов
Офицер 1-го Балтийского флотского экипажа. Служил на канонерской лодке "Кореец II " под командованием капитана 2-го ранга Римского-Корсакова; службу свою нес с честью до 1908 года.
Служил на крейсере «Адмирал Макаров» Балтийского флота. .Капитан 2-го ранга (1917).Капитану Гаршину удалось покинуть Россию в 1918 году, и в 1920—1922 годах он вновь находился в Греции, где управлял Русским госпиталем в Пирее, о чем есть воспоминания русских моряков-эмигрантов. Затем семья Гаршина, видимо, переехала в Прагу, а после начала Второй мировой войны — в Тунис, где была большая русская колония.
Умер в 1942 (1943) году в Тунисе. Похоронен на Русской секции христианского кладбища «Боржель».

## Награды
Кавалер орденов Орден Святой Анны 4-й степени с надписью «За храбрость», Орден Святого Владимира 4-й степени с мечами и бантом, Орден Святого Станислава 3-й степени с мечами. Награждён серебряной медалью Италии за оказание помощи пострадавшим на островах Сицилия и Калабрия от землетрясения в 1908 году.

## Семья
- брат — Владимир Георгиевич Гаршин.
- жена — дочь статского советника баронесса Люции-Эвелин Елена Лотаровна фон-дер Ропп, лютеранского вероисповедания.
- сын — Юрий — 14 мая 1912,
- сын — Кирилл — 29 ноября 1913\.

## Сочинения
- Гаршин М. Ю. Королева Эллинов Ольга Константиновна. Прага, 1937.
- Поляков, В. Н., Гаршин, М. Ю. Королева Эллинов Ольга Константиновна. Б.м., 1959.